# Kevin Brooks (scrittore)
Kevin Brooks (Exeter, 30 marzo 1959) è uno scrittore britannico specializzato in libri per adolescenti.

## Biografia
Nato nel 1959 a Exeter, vive e lavora nel North Yorkshire. Dopo gli studi di psicologia e filosofia all'Aston University di Birmingham, ha svolto svariati mestieri tra cui il benzinaio, il musicista punk, il controllore ferroviario e l'impiegato alle poste.
Ha esordito nella narrativa nel 2003 con il romanzo Martyn Pig (vincitore del Branford Boase Award) ed ha in seguito pubblicato una trentina di opere destinate ad un pubblico young adult ottenendo numerosi riconoscimenti tra i quali la Carnegie Medal nel 2014 per Bunker diary e il Premio Mare di Libri l'anno successivo per L'estate del coniglio nero.

## Opere tradotte in italiano
- Una canzone per Candy (Candy, 2005), Casale Monferrato, Sonda, 2010 traduzione di Claudia Verardi ISBN 978-88-7106-582-3.
- L'estate del coniglio nero (Black Rabbit Summer, 2008), Milano, Piemme, 2014 traduzione di Paolo Antonio Livorati ISBN 978-88-566-1771-9.
- Bunker diary (The Bunker Diary, 2013), Milano, Piemme, 2015 traduzione di Paolo Antonio Livorati ISBN 978-88-566-4430-2.
- Naked (2011), Milano, Piemme, 2016 traduzione di Giorgio Salvi ISBN 978-88-566-5258-1.
- iBoy (2010), Milano, Piemme, 2017 traduzione di Giorgio Salvi ISBN 978-88-566-5808-8.
- Dogchild (2018), Milano, Piemme, 2018 traduzione di Giorgio ed Emanuela Salvi ISBN 978-88-566-6752-3.
- Lucas: Una storia di amore e odio (Lucas, 2002), Milano, Piemme, 2019 traduzione di Giorgio Salvi ISBN 978-88-566-7115-5.
- La bestia dentro (Born scared, 2016), Torino, Giralangolo, 2022 traduzione di Benedetta Reale ISBN 978-88-592-6593-1.

## Bunker Diary
Il libro parla della storia di Linus Weems, un adolescente che è stato rapito e intrappolato all'interno di un bunker. Questo libro è stato anche motivo di discussione da parte della critica perché considerato troppo violento. 

### Trama e finale
L'adolescente Linus Weems si risveglia in un bunker sotterraneo, dopo essere stato drogato e portato via da uno sconosciuto. Il ragazzo proviene da una famiglia benestante ma dopo la morte di sua madre e le parecchie discussioni con il padre decide di scappare da casa per passare la sua vita in strada. È proprio lì che viene rapito da un uomo a cui si avvicina pensando di poterlo aiutare in quanto cieco, anche se questo stava semplicemente fingendo. Quando si risveglia all'interno del bunker si rende conto che questo è arredato come una piccola casa, c'è un bagno, una cucina e un letto, ma si rende conto che sono presenti anche videocamere e microfoni. 
Poco dopo Linus iniziano ad arrivare altre persone come Jenny, una bambina di 9 anni, che stringe un fortissimo legame con il protagonista. Dopo di lei arrivano anche Anja, Bird, Russell e Fred. 
Ogni volta che il gruppo tenta di fuggire, "l'uomo che osserva" ovvero il rapitore, li punisce in qualche modo, a un certo punto tramite l'ascensore invierà anche alcool e droghe pur di calmarli. 
Dopo l'ennesimo tentativo di fuga, agli ostaggi non arriva più cibo e iniziano addirittura a nutrirsi di insetti. Quando finalmente tornerà il cibo questo sarà accompagnato da un bigliettino in cui viene detto che chiunque uccida uno degli ostaggi, sarà liberato. E sarà questo a scatenare il caos all'interno del bunker. 
I giorni continuano ad andare avanti e gli unici tre ragazzi rimasti vivi, sono lasciati al freddo e affamati. Un giorno vedono arrivare l'ascensore, ma non lo vedono più risalire, realizzando così che l'uomo al piano di sopra se n'è andato, senza sapere se sia stato ucciso o se semplicemente li abbia abbandonati. La corrente va via lasciandoli nell'oscurità e senza acqua. Piano piano morirà anche Jenny, fra le braccia di Linus. Il libro fa intendere che anche Linus morirà dicendo che il ragazzo "va a dormire senza risvegliarsi" e il lettore convinto ci sia un continuo, si ritrova a sfogliare le ultime pagine bianche e vuote del diario del protagonista. 